# Растока (Брезно)
Растока (слч. Ráztoka) насељено је мјесто са административним статусом сеоске општине (слч. obec) у округу Брезно, у Банскобистричком крају, Словачка Република.

## Становништво
| Година:    | 1994. | 2004.   | 2014.   | 2024.   |
| ---------- | ----- | ------- | ------- | ------- |
| Број људи: | 320   | 294     | 281     | 270     |
| Разлика:   |       | -8,12 % | -4,42 % | -3,91 % |

| Година:    | 2023. | 2024.   |
| ---------- | ----- | ------- |
| Број људи: | 277   | 270     |
| Разлика:   |       | -2,52 % |

Према подацима о броју становника из 2011. године насеље је имало 288 становника.